# Ben Khlil
Ben Khlil (en àrab بن خليل, Bin Ḫalīl; en amazic ⴱⴰⵏ ⵅⵍⵉⵍ) és una comuna rural de la província de Tan-Tan, a la regió de Guelmim-Oued Noun, al Marroc. Segons el cens de 2014 tenia una població total de 752 persones.